# Sandro Ramírez
Sandro Ramírez Castillo, noto semplicemente come Sandro (Las Palmas de Gran Canaria, 9 luglio 1995), è un calciatore spagnolo, attaccante del Las Palmas.

## Caratteristiche tecniche
Gioca prevalentemente come prima punta ma può agire anche come ala su entrambe le fasce, i suoi punti di forza sono la tecnica il dribbling e la rapidità nello stretto.

## Carriera

### Club
Cresciuto nel Las Palmas, arriva nella cantera del Barcellona nel 2009. Nella stagione 2013-2014 gioca con la squadra B il campionato di seconda serie disputando 31 partite con 7 gol all'attivo, aggiudicandosi inoltre la UEFA Youth League. L'anno seguente realizza 8 reti in 30 incontri.
Per la stagione 2014-2015 viene aggregato in prima squadra dal tecnico Luis Enrique, debuttando il 31 agosto 2014, nella seconda partita della Primera División, vinta per 1-0 in casa del Villarreal grazie a un suo gol. Il 21 settembre si ripete, segnando la sua seconda rete nello 0-5 esterno contro il Levante. A fine stagione, totalizzando 2 reti in soli 71 minuti complessivi giocati è stato il miglior marcatore nel Barcellona per percentuale realizzativa, secondo della Liga dietro al solo Chicharito Hernández. Nella stagione successiva mette a segno la sua prima tripletta il 2 dicembre 2015, nella partita di Copa del Rey vinta 6-1 contro il Villanovense.
Il 7 luglio 2016 si trasferisce al Malaga a parametro zero. Il 19 agosto seguente debutta da titolare in campionato contro l'Osasuna (1-1) e il 20 settembre 2016 sigla la sua prima rete con la nuova maglia andando a segno contro l'Eibar in casa (2-1). Due mesi dopo, realizza una doppietta nella sconfitta patita in coppa dal club andaluso contro il Córdoba (3-4). L'8 aprile 2017 realizza una rete nella vittoria riportata per 2-0 contro il Barcellona, sua ex squadra.
Il 3 luglio 2017 viene acquistato dall'Everton, con cui firma un quadriennale. Sigla il suo primo gol con la maglia dei Toffees il 23 novembre seguente, nel match casalingo di Europa League perso 5-1 contro l'Atalanta. Il 31 gennaio 2018 si trasferisce al Siviglia con la formula del prestito secco fino a giugno.
Dopo l'esperienza a Siviglia, altri due prestiti lo attendono negli anni successivi, rispettivamente con Real Sociedad nella stagione 2018-2019 e con Real Valladolid nella stagione 2019-2020.
Il 5 ottobre 2020 si svincola dall'Everton per firmare un contratto triennale con l'Huesca.
Il 22 agosto 2022 passa a titolo definitivo al Las Palmas, per una cifra totale di 500.000 Euro.

### Nazionale
Viene convocato all'Europeo Under-21 nel 2017 in Polonia. Nella seconda partita segna il momentaneo 2-0 contro il Portogallo. La nazionale spagnola chiude al secondo posto, dopo aver perso 1-0 la finale contro la Germania.

## Statistiche

### Presenze e reti nei club
Statistiche aggiornate al 10 febbraio 2024.
| Stagione            | Squadra             | Campionato          | Campionato | Campionato | Coppa nazionale | Coppa nazionale | Coppa nazionale | Coppe continentali | Coppe continentali | Coppe continentali | Altre coppe | Altre coppe | Altre coppe | Totale | Totale |
| Stagione            | Squadra             | Comp                | Pres       | Reti       | Comp            | Pres            | Reti            | Comp               | Pres               | Reti               | Comp        | Pres        | Reti        | Pres   | Reti   |
| ------------------- | ------------------- | ------------------- | ---------- | ---------- | --------------- | --------------- | --------------- | ------------------ | ------------------ | ------------------ | ----------- | ----------- | ----------- | ------ | ------ |
| 2013-2014           | Barcellona B        | SD                  | 31         | 7          | -               | -               | -               | -                  | -                  | -                  | -           | -           | -           | 31     | 7      |
| 2014-2015           | Barcellona B        | SD                  | 30         | 8          | -               | -               | -               | -                  | -                  | -                  | -           | -           | -           | 30     | 8      |
| Totale Barcellona B | Totale Barcellona B | Totale Barcellona B | 61         | 15         |                 | -               | -               |                    | -                  | -                  |             | -           | -           | 61     | 15     |
| 2014-2015           | Barcellona          | PD                  | 7          | 2          | CR              | 2               | 1               | UCL                | 3                  | 1                  | -           | -           | -           | 12     | 4      |
| 2015-2016           | Barcellona          | PD                  | 10         | 0          | CR              | 4               | 3               | UCL                | 3                  | 0                  | SU+SS+Cmc   | 0+2+1       | 0           | 20     | 3      |
| Totale Barcellona   | Totale Barcellona   | Totale Barcellona   | 17         | 2          |                 | 6               | 4               |                    | 6                  | 1                  |             | 3           | 0           | 32     | 7      |
| 2016-2017           | Malaga              | PD                  | 30         | 14         | CR              | 1               | 2               | -                  | -                  | -                  | -           | -           | -           | 31     | 16     |
| 2017-gen. 2018      | Everton             | PL                  | 8          | 0          | FACup+CdL       | 0+1             | 0               | UEL                | 6                  | 1                  | -           | -           | -           | 15     | 1      |
| gen.-giu. 2018      | Siviglia            | PD                  | 12         | 0          | CR              | 2               | 0               | UCL                | 3                  | 0                  | -           | -           | -           | 17     | 0      |
| giu.-ago. 2018      | Everton             | PL                  | 0          | 0          | FACup+CdL       | 0+1             | 0               | -                  | -                  | -                  | -           | -           | -           | 1      | 0      |
| ago. 2018-2019      | Real Sociedad       | PD                  | 24         | 0          | CR              | 2               | 0               | -                  | -                  | -                  | -           | -           | -           | 26     | 0      |
| 2019-2020           | Real Valladolid     | PD                  | 24         | 3          | CR              | 2               | 1               | -                  | -                  | -                  | -           | -           | -           | 26     | 4      |
| 2020-2021           | SD Huesca           | PD                  | 20         | 5          | CR              | 0               | 0               | -                  | -                  | -                  | -           | -           | -           | 20     | 5      |
| 2021-2022           | Getafe              | PD                  | 29         | 3          | CR              | 1               | 1               | -                  | -                  | -                  | -           | -           | -           | 30     | 4      |
| 2022-2023           | Las Palmas          | SD                  | 21         | 7          | CR              | 1               | 0               | -                  | -                  | -                  | -           | -           | -           | 22     | 7      |
| 2023-2024           | Las Palmas          | PD                  | 27         | 1          | CR              | 0               | 0               | -                  | -                  | -                  | -           | -           | -           | 27     | 1      |
| 2024-2025           | Las Palmas          | PD                  | 13         | 6          | CR              | 1               | 0               | -                  | -                  | -                  | -           | -           | -           | 14     | 6      |
| Totale Las Palmas   | Totale Las Palmas   | Totale Las Palmas   | 61         | 14         |                 | 2               | 0               |                    | -                  | -                  |             | -           | -           | 63     | 14     |
| Totale carriera     | Totale carriera     | Totale carriera     | 272        | 56         |                 | 18              | 8               |                    | 15                 | 2                  |             | 3           | 0           | 310    | 66     |

## Palmarès

### Club

#### Competizioni giovanili
- UEFA Youth League: 1

Barcellona: 2013-2014

#### Competizioni nazionali
- Campionato spagnolo: 2

Barcellona: 2014-2015, 2015-2016
- Coppa di Spagna: 2

Barcellona: 2014-2015, 2015-2016

#### Competizioni internazionali
- UEFA Champions League: 1

Barcellona: 2014-2015
- Supercoppa UEFA: 1

Barcellona: 2015
- Coppa del mondo per club: 1

Barcellona: 2015